# Osama Zoghlami
Pour les articles homonymes, voir Zoghlami.
Osama « Ussem » Zoghlami (né le 19 juin 1994 à Tunis en Tunisie) est un athlète italien, spécialiste du 3 000 mètres steeple.

## Biographie
Son frère jumeau, Ala Zoghlami, est également coureur de fond.
Il remporte la médaille de bronze du 3 000 m steeple lors des championnats d'Europe espoirs 2015.
Il est éliminé en séries des championnats du monde de 2019 et des Jeux olympiques de 2020. Il se classe troisième des championnats d'Europe par équipes 2021 à Chorzów.
En 2022, il monte sur la troisième marche du podium des Championnats d'Europe à Munich, derrière le Finlandais Topi Raitanen et son compatriote Ahmed Abdelwahed. Son frère Ala se classe 7e de la course.

## Palmarès
| Date | Compétition                       | Lieu    | Épreuve | Résultat        | Temps         |
| ---- | --------------------------------- | ------- | ------- | --------------- | ------------- |
| 2015 | Championnats d'Europe espoirs     | Tallinn | 3e      | 3 000 m steeple | 8 min 42 s 00 |
| 2021 | Championnats d'Europe par équipes | Chorzów | 3e      | 3 000 m steeple | 8 min 40 s 41 |
| 2022 | Championnats d'Europe             | Munich  | 3e      | 3 000 m steeple | 8 min 23 s 44 |

## Records
| Épreuve              | Performance   | Lieu | Date        |
| -------------------- | ------------- | ---- | ----------- |
| 3 000 mètres steeple | 8 min 11 s 00 | Rome | 9 juin 2022 |